# Фальтин, Рихард
Фридрих Рихард Фальтин (нем. Friedrich Richard Faltin; 5 января 1835, Данциг — 1 июля 1918, Хельсинки) — финский композитор, органист и музыкальный педагог немецкого происхождения.
Учился в Данциге как органист у Фридриха Вильгельма Маркуля, затем изучал композицию в Дессау у Фридриха Шнайдера, в 1854—1855 гг. совершенствовался в Лейпцигской консерватории. В 1856—1869 гг. жил и работал в Выборге (предпочтя это место работы другому имевшемуся у него предложению — Иерусалиму). В 1860 г. организовал первый в городе оркестр, дебютировавший концертом из произведений Йозефа Гайдна. С 1869 г. в Хельсинки: сперва как дирижёр шведского оперного театра, затем в 1870—1913 гг. как органист Николаевского собора. В 1871—1884 гг. руководил собственным хоровым коллективом, в 1873—1883 гг. дирижёр Финской оперы. В 1882—1910 гг. вёл органный класс в консерватории Хельсинки, с 1897 г. профессор; среди его учеников был и Ян Сибелиус.
Основное наследие Фальтина-композитора — три книги хоралов (1871, 1888, 1897) и сборник органных прелюдий. Ему принадлежат также Вариации на собственную тему для фортепиано (1861), отмеченные влиянием Шумана и Мендельсона.